# Lloyd Herbert Shinners
Lloyd Herbert Shinners  ( 22 de septiembre de 1918, Bluesky, Alberta - 16 de febrero de 1971, Dallas) fue un botánico canadiense. Trabajó extensamente con la familia Compositae.
La familia provenía de Wisconsin, y se traslada a Alberta, para en 1923 retornar a Wisconsin, donde el niño Lloyd se educará. Pero ya en Canadá se había manifestado muy entusiasmado por la Botánica, tanto que realizó un mini-jardín botánico. A los doce, en Milwaukee estudia latín, y entomología. Ingresa a la Universidad de Wisconsin donde se gradúa de M.Sc. y luego obtendrá su doctorado bajo la éjida de Norman C. Fassett.
En 1944 trabaja en la "Oficina de Parques del Condado de Milwaukee", como botánico; y en 1945 se va a Dallas para ser docente en la "Universidad Metodista del Sur". Pronto es designado Director de su herbario. Y en 1960 accede a Profesor Titular de Botánica. Mejoró mucho su biblioteca y el herbario alcanzó la prodigiosa cifra de 340.000 especímenes clasificados.
Fue el primer editor de The Southwestern Naturalist y fundador, editor, y publicista de Sida, Contributions to Botany. Autor de 276 artículos, contribuyendo con 558 nuevos nombres y combinaciones de clasificaciones. Su obra más importante: Spring Flora of the Dallas-Fort Worth Area, Texas (1972, 514 pp.)

## Honores

### Eponimia
Género
- (Asteraceae) Shinnersia R.M.King & H.Rob.[1]

Especies (más de 15)
- (Brassicaceae) Thelypodiopsis shinnersii (M.C.Johnst.) Rollins[2]

- (Convolvulaceae) Ipomoea shinnersii D.F.Austin[3]

- (Cyperaceae) Carex shinnersii P.Rothr. & Reznicek[4]
- La abreviatura «Shinners» se emplea para indicar a Lloyd Herbert Shinners como autoridad en la descripción y clasificación científica de los vegetales.[5]